# Stan zagrożenia (film 1994)
Stan zagrożenia (ang. Clear and Present Danger) – amerykański film sensacyjny z 1994 roku na podstawie powieści Toma Clancy’ego.

## Fabuła
Jack Ryan, były żołnierz piechoty morskiej i analityk CIA, awansuje na wicedyrektora agencji. Prezydent prosi go o pomoc w ustaleniu zleceniodawców zabójstwa jego przyjaciela. Ryan ustala, że stoi za tym boss kolumbijskiego kartelu narkotykowego, Ernesto Escobedo. W odwecie prezydent wysyła oddział uderzeniowy, który zostaje schwytany, nim zabił Escobedo. Ryan ustala, że doradca prezydenta prowadzi tajne rozmowy z Kolumbijczykami. Jack wkracza do akcji.

## Obsada
- Harrison Ford – Jack Ryan
- Willem Dafoe – John Clark
- Anne Archer – Cathy Muller Ryan
- Joaquim de Almeida – Pułkownik Felix Cortez
- Henry Czerny – Robert Ritter, agent CIA
- Harris Yulin – James Cutter, doradca prezydenta
- Donald Moffat – Prezydent Bennett
- Miguel Sandoval – Ernesto Escobedo
- Benjamin Bratt – kapitan Ramirez

## Odbiór
Film Stan zagrożenia spotkał się z pozytywną reakcją krytyków. W serwisie Rotten Tomatoes, 82% z trzydziestu dziewięciu recenzji filmu jest pozytywne (średnia ocen wyniosła 6,9 na 10). Na portalu Metacritic średnia ocen z 14 recenzji wyniosła 74 punkty na 100.

### Nagrody i nominacje
| Rok  | Miejsce                         | Nagroda       | Kategoria | Odbiorcy i nominowani                                                 | Wynik     |
| ---- | ------------------------------- | ------------- | --- | --------------------------------------------------------------------- | --------- |
| 1995 | MTV Movie Awards 1995           | Złoty Popcorn | Najlepsza scena akcji za scenę zasadzki na konwój CIA | Stan zagrożenia                                                       | nominacja |
| 1995 | 67. ceremonia wręczenia Oscarów | Oscar         | Najlepszy dźwięk | Art Rochester, Donald O. Mitchell, Frank A. Montaño i Michael Herbick | nominacja |
| 1995 | 67. ceremonia wręczenia Oscarów | Oscar         | Najlepszy montaż dźwięku | Bruce Stambler i John Leveque                                         | nominacja |
| 1995 | Nagrody Saturna 1995            | Saturn        | Najlepszy aktor w komedii lub musicalu | Stanley Tucci                                                         | nominacja |
| 2004 | Nagrody Saturna 2004            | Saturn        | Najlepsze wydanie kolekcji na DVD także za: Czas patriotów (1992), Polowanie na Czerwony Październik (1990), Suma wszystkich strachów (2002) za "Specjalna kolekcja DVD Jacka Ryana" | Stan zagrożenia                                                       | nominacja |